# Vincenzo Attrice
Vincenzo Attrice (Arzano, 25 settembre 1963) è un ex calciatore italiano, di ruolo difensore.

## Caratteristiche tecniche
Difensore impiegato abitualmente in marcatura come terzino, era abile negli anticipi e dotato di buon senso della posizione.

## Carriera
Debutta nella Frattese nel 1979 giocando una sola partita nella stagione in cui i campani vincono la Serie D; gioca invece con maggiore continuità nelle successive tre stagioni in Serie C2. Nel 1983 viene ingaggiato dalla Sambenedettese con cui milita per due anni in Serie B. In seguito gioca un altro anno in cadetteria col Perugia : la stagione è negativa per il giocatore, che scende in campo 9 volte, e per la squadra umbra, che retrocede in Serie C1 e viene ulteriormente declassata in Serie C2 per le vicende legate al calcioscommesse.
Lasciata Perugia, Attrice si trasferisce alla Reggina, in Serie C1. Con la formazione amaranto disputa le sue migliori stagioni, giocando cinque campionati consecutivi in cui ottiene la promozione in Serie B nel 1988 e sfiora quella in Serie A, perdendo lo spareggio di Pescara contro la Cremonese. Con la Reggina disputa 166 partite di campionato, indossando la fascia di capitano nella stagione 1990-1991, l'ultima sullo Stretto, conclusa con la retrocessione dei calabresi.
Rimane nella serie cadetta, acquistato dal Piacenza; in Emilia non convince, e viene relegato al ruolo di riserva dopo l'acquisto autunnale di Settimio Lucci. Nell'autunno 1992, dopo un'ultima apparizione nel Piacenza, passa al Siena in Serie C1 in cambio di Agostino Iacobelli; con i toscani disputa il suo ultimo anno fra i professionisti collezionando 12 presenze.
Chiude la carriera con tre stagioni nel Campionato Nazionale Dilettanti, con Santegidiese e Vis Stella. Lasciato il calcio, prosegue l'attività a livello dilettantistico nel calcio a 5.
In totale ha giocato 158 partite (con 7 reti) in Serie B.

## Palmarès

### Club

#### Competizioni nazionali
- Campionato italiano Serie D: 1

Frattese: 1979-1980